# デジタルリサーチ
デジタルリサーチ（Digital Research Inc.、DRあるいはDRIと略記）は、「CP/M」や「DR-DOS」といったオペレーティングシステム (OS) の開発元である会社。ゲイリー・キルドールが創業。マイクロコンピュータ業界初の大規模なソフトウェア会社である。デジタルリサーチとディジタル・イクイップメント・コーポレーションとは無関係である。本社はカリフォルニア州パシフィック・グローブのメインストリート(Lighthouse Ave） 801にある2階建ての民家と734の民家をエンジニアリングハウスに利用してはじまり（1970年後半まで）、その後モントレー水族館裏のビルへ移転後、1980年の前半にモントレー空港の脇にあるビジネスパークへ3棟のビルを建て移転した。1991年のノベルとの合併までその場所にあった。
同社のOSである CP/M は、8080/Z80ベースのコンピュータ向けから始まり、後に MS-DOS や Microsoft Windows に取って代わられるまでデファクトスタンダードであった。デジタルリサーチは同社のOSを獲得することを目的としてノベルが1991年に買収した。デジタルリサーチの製品群には最初のCP/Mとその派生OSが含まれる。DR-DOS はCP/MのMS-DOS互換版。MP/M はマルチユーザー版のCP/M。
デジタルリサーチは同社のOS上で動作するプログラミング言語のコンパイラとインタプリタも製品化している（C言語、Pascal、COBOL、Forth、PL/I、BASIC、LOGO）。デジタルリサーチはグラフィックスの標準規格 GKS（NAPLPS のAPIをISOが標準規格化したもの）のマイクロコンピュータ版 GSX も開発している。これは後に GEM のGUIにも利用されている。アプリケーションも製品化しており、DR-DOS 上で動作する WebBrowserのDR-WebSpyder、 GSXベースの DR-DRAW やGEM上のGUIプログラム群などがある。

## ブランドイメージと社名
CP/M は1974年12月に誕生した。その名称は当初 Control Program/Monitor（制御プログラム/モニタ）を意味していた。しかし、1976年11月15日には「CP/M」を商標として使用し始め、Control Program for Microcomputers（マイクロコンピュータ制御プログラム）の略であるとされた。これらの日付は米国の商標登録1112646番として記録されている（申請者は Intergalactic Digital Research, Inc.）。
デジタルリサーチが会社として登記されたのは1977年11月25日である。この改名はキルドール個人のプロジェクトからビジネスへの転換を意味しており、PL/Mコンパイラをインテルとの契約で開発するなど会社としての基盤を確かなものとしていった。CP/M にしても PL/M にしても "Microcomputer" をブランドイメージとしていた。例えば、後にマイクロソフトの XENIX と競合した Microport UNIX もそうである。
キルドールは「マイクロコンピュータ」と言えばデジタルリサーチというブランドイメージを素早く確立させようとした。これはちょうどIBMとマイクロソフトが「パーソナルコンピュータ」と言えばIBMとマイクロソフトというブランドイメージを確立して成功したのと似ている。これと同様にブランドイメージ確立のための努力の一環として、キルドールは Intergalactic Digital Research, Inc. という当初の正式社名を外部には使用せず、デジタルリサーチ・コーポレーションとしてビジネスを展開した。後に正式に Digital Research, Inc. と改名しても1980年代までデジタルリサーチ・コーポレーションという名称を対外的には使用し、後に Digital Research, Inc. を対外的にも使用するようになった。
1983年には極東地域への本格的進出にあたって日本法人(株)デジタル リサーチ ジャパンを設立した。

## CP/M-86 と DOS
IBMのPC開発時、DR社には8086マイクロプロセッサ向けの CP/M を開発しないかという打診があった（最初のIBM-PCのCPUは8086と互換性のある8088）。これが失敗に終わった経緯に関してはいくつかの話が伝えられている。1981年末にPCが登場したとき、OSはマイクロソフトの PC-DOS であった。これは、CP/M が 8086 に移植されないことに業を煮やしたシアトルコンピュータ社のティム・パターソンが4ヶ月で開発したCP/M互換のコマンドを持つ 86-DOS がベースとなっている。マイクロソフトはこれを1982年中ごろからIBM以外のコンピュータ向けにも MS-DOS として販売し始めた。これによりマイクロソフト社はソフトウェア業界のトップにまで登りつめることとなったのである。
デジタルリサーチは MS-DOS に対抗するOSとして CP/M-86 を開発し、1982年にIBMを通してリリースした。デジタルリサーチは後にMS-DOSクローンに機能を追加した DR-DOS も開発したが、これはマイクロソフトに MS-DOS を改良するための圧力を加える結果となった。マイクロソフトは同社の Microsoft Word などを DR-DOS 上で動作させようとしたときにそれを検出して即座に終了するような仕掛けも入れた。
1990年、マイクロソフトは多大な広告費をかけて MS-DOS 5.0 がすぐにリリースされると宣伝し、DR-DOS 5 の売り上げを減らそうとした。一年後に MS-DOS 5.0 が登場したとき、宣伝していた機能の一部は実現されておらず、DR-DOS 5 よりもかなり劣っていた。デジタルリサーチは DR-DOS 6 をリリースしたが、マイクロソフトは再び MS-DOS 6.0 の登場を予告するキャンペーンを展開したのである。
結局マイクロソフトの莫大な広告費に太刀打ちできず、デジタルリサーチはノベルに全ての権利と共に売却されることとなった。
1991年、Computer Reseller News のインタビューでマイクロソフトの会長ビル・ゲイツは、「デジタルリサーチはマイクロソフトのオペレーティングシステムの複製を作るだけの存在である」と語っていた。しかし、ノベルを引き継いだカルデラ社との DR-DOS および CP/M-86 に関する訴訟では、マイクロソフトがカルデラに対して1億5千万ドルを支払う結果となっている。